# Rie van Soest-Jansbeken
Maria Henrica Gertrudis (Rie) van Soest-Jansbeken (Boxmeer, 30 augustus 1921 – Venlo, 14 september 1989) was een Nederlands politica.

## Leven en werk
Van Soest-Jansbeken is aan de Venlose R.K. kweekschool "Maria Regina" opgeleid voor onderwijzeres en heeft als onderwijzeres gewerkt op een R.K. lagere school. Omdat de KVP in haar woonplaats Venlo in de jaren '50 geen vrouwen op de kieslijst voor de gemeenteraad wilde plaatsen, kwam er een katholieke vrouwenlijst onder leiding van Van Soest-Jansbeken. Bij de gemeenteraadsverkiezingen van mei 1958 behaalde ze 3202 stemmen (12,5%) en kwamen ze meteen met vier vrouwen in de gemeenteraad. In 1962 behaalden ze drie zetels en voor de verkiezingen in 1966 gingen ze op in de plaatselijke KVP-afdeling.
Na acht jaar voor de katholieke vrouwenlijst in de gemeenteraad te hebben gezeten kwam Van Soest-Jansbeken in 1966 namens de KVP in de gemeenteraad en werd ze meteen de eerste vrouwelijke wethouder van Venlo. In januari 1974 gaf ze dat wethouderschap op om burgemeester van Arcen en Velden te worden en daarmee was ze de eerste vrouwelijke burgemeester van Limburg. Later dat jaar werd ze tevens lid van de Provinciale Staten van Limburg. In die periode werd ze ook de voorzitter van KVP-Limburg.
Bij de Eerste Kamerverkiezingen van 1980 stond Van Soest-Jansbeken op een onverkiesbare plaats maar doordat een PvdA'er een fout maakte kwam ze toch in de Eerste Kamer. Later dat jaar fuseerde de KVP met de ARP en de CHU tot het CDA. Binnen het CDA werd besloten dat CDA-senatoren niet tevens burgemeester mochten zijn, zodat zij en Ruud Oudenhoven voor Prinsjesdag 1981 moesten kiezen voor een van die functies. Beiden verzetten zich daartegen maar alleen Van Soest-Jansbeken werd in de gelegenheid gesteld haar termijn in de Eerste Kamer tot het einde (september 1983) uit te zitten en ook burgemeester te blijven.
Van Soest-Jansbeken ging in september 1986 met pensioen en drie jaar later overleed ze op 68-jarige leeftijd na een hartinfarct.